# جان کاردین
جان استیون کاردین (زاده ۱۲ ژانویه ۱۹۷۰) یک سیاستمدار آمریکایی است که از سال ۲۰۱۹ و قبلاً از سال ۲۰۰۳ تا ۲۰۱۵ به عنوان عضو مجلس نمایندگان مریلند به نمایندگی از ناحیه ۱۱ خدمت کرده است. او که یکی از اعضای حزب دموکرات بود، در سال ۲۰۱۴ برای دادستان کل مریلند نامزد شد. کاردین برادرزاده سناتور آمریکایی بن کاردین است.
کاردین در ۱۲ ژانویه ۱۹۷۰ در بالتیمور به دنیا آمد. او از مدرسه پارک بالتیمور فارغ‌التحصیل شد و به دانشگاه تافتز رفت و در سال ۱۹۹۲ مدرک لیسانس هنر را در رشته روابط بین‌الملل دریافت کرد. دانشگاه مریلند، شهرستان بالتیمور، جایی که او در سال ۱۹۹۶ مدرک کارشناسی ارشد خدمات عمومی را در علوم سیاست گرفت. دانشگاه عبری بالتیمور، جایی که او در سال ۱۹۹۶ مدرک کارشناسی ارشد هنر در مطالعات یهودیت را با ممتاز به دست آورد. و دانشگاه مریلند، بالتیمور، جایی که او مدرک دکترای حقوقی خود را با ممتاز در سال ۲۰۰۱ به دست آورد.